# العلاقات البيروية التوفالية
العلاقات البيروفية التوفالية هي العلاقات الثنائية التي تجمع بين بيرو وتوفالو.

## مقارنة بين البلدين
هذه مقارنة عامة ومرجعية للدولتين:
| وجه المقارنة                                              | بيرو                                   | توفالو                         |
| --------------------------------------------------------- | -------------------------------------- | ------------------------------ |
| المساحة (كم2)                                             | 1.29 مليون                             | 26                             |
| عدد السكان (نسمة)                                         | 32.16 مليون                            | 11.19 ألف                      |
| الكثافة السكانية (ن./كم²)                                 | 24.93                                  | 43.04 ألف                      |
| العاصمة                                                   | ليما                                   | فونافوتي                       |
| اللغة الرسمية                                             | اللغة الإسبانية، اللغة الأيمرية، كتشوا | اللغة التوفالوية، لغة إنجليزية |
| العملة                                                    | سول بيروفي جديد                        | دولار توفالو                   |
| الناتج المحلي الإجمالي (بليون دولار)                      | 211.39 مليار                           | 39.73 مليون                    |
| الناتج المحلي الإجمالي (تعادل القوة الشرائية) بليون دولار | 393.13 مليار                           | 38.93 مليون                    |
| الناتج المحلي الإجمالي الاسمي للفرد دولار أمريكي          | 6.03 ألف                               | 3.29 ألف                       |
| الناتج المحلي الإجمالي للفرد دولار أمريكي                 | 11.99 ألف                              | 3.77 ألف                       |
| مؤشر التنمية البشرية                                      | 0.740                                  |                                |
| رمز المكالمات الدولي                                      | +51                                    | +688                           |
| رمز الإنترنت                                              | .pe                                    | .tv                            |
| المنطقة الزمنية                                           | توقيت بيرو، 00                         | ت ع م+12:00                    |

## منظمات دولية مشتركة
يشترك البلدان في عضوية مجموعة من المنظمات الدولية، منها:
| علم المنظمة | اسم المنظمة                   | تاريخ انضمام بيرو | تاريخ انضمام توفالو |
| ----------- | ----------------------------- | ----------------- | ------------------- |
|             | الأمم المتحدة                 | 31 أكتوبر 1945    | 5 سبتمبر 2000       |
|             | منظمة حظر الأسلحة الكيميائية  | ?                 | ?                   |
|             | يونسكو                        | 21 نوفمبر 1946    | 21 أكتوبر 1991      |
|             | مؤسسة التنمية الدولية         | 30 أغسطس 1961     | 24 يونيو 2010       |
|             | البنك الدولي للإنشاء والتعمير | 31 ديسمبر 1945    | 24 يونيو 2010       |
|             | الاتحاد البريدي العالمي       | ?                 | ?                   |
|             | الاتحاد الدولي للاتصالات      | 12 يوليو 1915     | 15 أغسطس 1996       |

## وصلات خارجية
- موقع وزارة الخارجية البيروفية